# غلينكا (سمولينسك)
غلينكا (بالروسية: Глинка) هي مدينة في مقاطعة سمولينسك أوبلاست في روسيا.